# Hjúki
Hjúki is in de Noordse mythologie de zoon van Vidfinn en broer van Bil. Volgens de Gylfaginning werden ze van de aarde naar de maan gebracht toen ze water gingen halen met de emmer Saegr en de paal Simul in de bron Byrgir. Nu volgen ze de maan op zijn nachtelijke reis.
Asen · Baldr · Bil · Billing · Bragi · Búri · Eir · Fjorgyn · Fosite · Freya · Freyr · Frigg · Fulla · Gefjun · Gerd · Gná · Gullveig · Heimdall/Rig · Hel · Hermod · Hlín · Hnoss · Hodr · Hœnir · Iðunn · Jörd · Lofn · Loki · Máni · Magni · Modi · Nanna · Njördr · Odin · Óðr · Rindr · Sága · Sif · Sigyn · Sjöfn · Skaði · Snotra · Sól · Syn · Thor · Týr · Ullr · Vali · Vár · Vé · Vili · Vidar · Vör · Wanen